# رئاسة نيكولا ساركوزي

الرئيس ساركوزي في 2007

بدأت فترة رئاسة نيكولا ساركوزي في 16 مايو 2007 عندما أصبح سادس رئيس للجمهورية الفرنسية الخامسة، إثر فوزه في الانتخابات الرئاسية الفرنسية 2007. كان ساركوزي مرشح حزب الاتحاد من أجل حركة شعبية المحافظ، ورشح فرنسوا فيون رئيسًا للوزراء والذي شكل حكومة مركّبة عُدّلت بصورة طفيفة في يونيو بعد الانتصار النسبي لحزب الاتحاد من أجل الحركة الشعبية خلال الانتخابات التشريعية الفرنسية 2007. رغم عدم حصول حزب الاتحاد من أجل الحركة الشعبية على أغلبية كبيرة كما كان متوقعًا، فقد تمكن نيكولا ساركوزي من تنفيذ الإصلاحات التي تعهد بها بمجرد انتخابه. ومع ذلك، سعى لجعل حكومته مفتوحة للحزب المعارض، وعيّن فيها عددًا من السياسيين المقربين من أحزاب المعارضة.
بعد الاستفتاء على الدستور الفرنسي 2000، تقلصت ولاية رئيس الجمهورية إلى مدة خمس سنوات ليقود بحريّة السياسة الداخلية التي يريدها، في حال حصوله على الأغلبية في الانتخابات التشريعية، وهو الأمر مرجّح الحدوث عادةً. من ناحية تقليدية، وفقًا لدستور فرنسا، فإن الدور الرئيسي لرئيس الجمهورية يتمثل في تحديد السياسة الخارجية للأمة، في حين يُعهد إلى رئيس الوزراء بقيادة السياسة الداخلية. ومع ذلك، نظرًا لقرب فرنسوا فيون الشديد من الرئيس سياسيًا، فقد تمكن نيكولا ساركوزي من العمل بحريّة على صعيد العلاقات الخارجية والإصلاحات المحلية. وقد وصفه الصحفيون الفرنسيون بأنه «رئيس مفرط الرئاسة»، بسبب إصراره على التدخل لحل العديد من المشاكل الكبرى وتأكيده على حضوره المطلق في جميع المجالات. دفع ذلك بعض وسائل الإعلام إلى مقارنته بنابليون بونابرت ولويس الرابع عشر في إشارةٍ إلى رغبته بالتحكم في كل شيء وتغييره. رغم شعبية الرئيس الجارفة في بداية ولايته، فقد تراجعت بسرعة خلال الأشهر الأولى من ولايته، وواجهت الحكومة عدة احتجاجات.
ارتبطت رئاسة نيكولا ساركوزي بالأزمة المالية 2007–2008. في الستة أشهر الأخيرة من العام 2008، بصفته رئيسًا للاتحاد الأوروبي، ورئيسًا لدولة عضو في مجموعة الثماني ومجموعة العشرين، انخرط ساركوزي بشكل مكثّف في النقاشات والمقترحات الدولية لمواجهة الأزمة المالية والاقتصادية العالمية. كما توجّب عليه التعامل مع الآثار الاقتصادية والاجتماعية للأزمة في فرنسا. بشكل خاص، اضطر للتخلي عن تقليص العجز العام كما وعد، وبدلًا من ذلك اضطر إلى إطلاق حزمة تحفيز، كجزء من خطة تحفيز الاتحاد الأوروبي للعام 2008، بهدفّ تقليل السخط الاجتماعي. وعندما أطلق وعوده بالوصول إلى مرحلة التوظيف الكامل وتعزيز النمو الاقتصادي، تزايدت الاحتجاجات المعارضة له. في الانتخابات الرئاسية الفرنسية 2012، هُزم ساركوزي أمام الاشتراكي فرانسوا هولاند بهامش 3.2%.

## انتقال السلطة
انتُخب نيكولا ساركوزي رئيسًا في 6 مايو 2007، إنما اكتمل الانتقال الرسمي للسلطة بعد عشرة أيام. في تلك الفترة الزمنية، لم يستطع ممارسة سلطته أو البدء في تشكيل الحكومة. بين 7 و9 مايو، ذهب ساركوزي في عطلة مع أسرته قريبًا من جزيرة مالطا على متن يخت أعارة إياه صديقه فينسينت بولور. تسببت تلك الرحلة ببعض الانتقادات في وسائل الإعلام، كون فنسنت بولور رئيسًا لمجموعة بولوريه، التي تُعدّ واحدة من أكبر وأقوى التكتلات الفرنسية. ومع ذلك، أظهر استطلاع للرأي أن غالبية المواطنين لم يعتبروا تلك الرحلة صادمة.
تم الانتقال الرسمي للسلطة من جاك شيراك في 16 مايو في تمام الساعة 11:00 صباحًا (9:00 بالتوقيت العالمي المنسّق) في قصر الإليزيه، حيث تسلّم نيكولا ساركوزي الرموز النووية للقوة الضاربة الفرنسية، ومُنح قلادة السيد الأكبر، التي ترمز لوظيفته الجديدة باعتباره سيد جوقة الشرف الكبرى. عند ذلك، أصبح ساركوزي الرئيس بصفة رسمية. وعُزفت مقطوعة استورياس للملحن الإسباني إسحق ألبينيز على شرف زوجة الرئيس. وحضر مراسم التنصيب كلّ مِن والدة ساركوزي، أندريه، ووالده بال الذي لم يكن على علاقة به، إنما اجتمعا بعد مصالحة؛ كما حضر المراسم أبناء ساركوزي. ثم اتجه الموكب الرئاسي من قصر الإليزيه إلى شارع الشانزليزيه لحضور الاحتفال العام عند قوس النصر. ثم ذهب الرئيس الجديد إلى غابة بولونيا في باريس لتكريم المقاومة الفرنسية والمقاوم الشيوعي غي موكيه –واقترح ساركوزي أن يقرأ جميع طلاب المدارس الثانوية رسالة غي موكيه الأخيرة إلى والديه، وهي اللفتة التي لاقت اعتراض عدد من اليساريين باعتبارها حركة مفضوحةً من اليمين الفرنسي للسطو على التاريخ الفرنسي.
بعد ظهر ذلك اليوم، اتجه الرئيس الجديد إلى برلين للقاء المستشارة الألمانية أنجيلا ميركل.

## تعيين الحكومة
استُبدل رئيس الوزراء دومينيك دي فيلبان بفرنسوا فيلون في 17 مايو. عيّن ساركوزي برنار كوشنير اليساري المؤسس لمنظمة أطباء بلا حدود وزيرًا للخارجية، مما أدى إلى طرد كوشنير من الحزب الاشتراكي الفرنسي. بالإضافة إلى كوشنير، ضمت حكومة ساركوزي ثلاثة وزراء من اليسار، بمن فيهم إريك بوسون، الذي عمل مستشارًا اقتصاديًا لسيغولين رويال في بداية حملتها الانتخابية. كما عيّن ساركوزي سبع نساء لتشكيل حكومة تضم 15 وزيرًا. وتُعتبر إحداهنّ، وزيرة العدل رشيدة داتي، أول امرأة من أصل شمال أفريقي تُعيّن في حكومة فرنسية. من بين 15 وزيرًا، تخرج وزيران فقط في مدرسة النخبة المدرسة الوطنية للإدارة. أعيد تنظيم الطاقم الوزاري، وأُنشئت الوزارة المثيرة للجدل وزارة الهجرة والاندماج والهوية الوطنية والتنمية المشتركة –والتي أسندها ساركوزي إلى ذراعه الأيمن بريس أورتفو– ووزارة الميزانية والحسابات العامة والإدارة المدنية –التي أسلمها لإريك وورت، والتي كان مقررًا لها أن تحضّر لاستبدال ثلث الموظفين الحكوميين المتقاعدين.
وفاز الاتحاد من أجل حركة شعبية، حزب ساركوزي، بالأغلبية في الانتخابات التشريعية الفرنسية في يونيو 2007، وإن كانت النتيجة أقل بكثير من المتوقع. فقد أحرز الحزب الرئاسي 318 مقعدًا فقط من أصل 577.

### الإصلاحات الأولى
في يوليو، وافقت أغلبية حزب الاتحاد من أجل الحركة الشعبية، وبدعم من الوسط الجديد، على تطبيق واحد من وعود ساركوزي الانتخابية، والذي تمثل في الإلغاء شبه العملي لضريبة الميراث. قبل ذلك، جلبت ضريبة الميراث لخزينة الدولة ثماني مليارات يورو. أُدرِج هذا الإصلاح في حزمة التحفيز المالي التي زُعم أنها تهدف لإنعاش النمو الاقتصادي. ومع ذلك، أثار قانون الحزمة المالية، وهو إجراءٌ آخر ضمن حزمة التحفيز، أثار الجدل إذ بدا وكأنّه يعمل لحساب العائلات الأكثر ثراءً عبر التخفيضات الضريبية.
بالإضافة إلى ذلك، لم يلتزم ساركوزي بعادة منح العفو الخاص عن مخالفات المرور وإطلاق سراح بعض السجناء من السجون المكتظة في يوم الباستيل (اليوم الوطني الفرنسي)، وهو التقليد الذي بدأه نابليون في العام 1802 لإحياء ذكرى اقتحام الباستيل خلال الثورة الفرنسية.
كما أصدرت حكومة فيون مرسومًا في 7 أغسطس 2007 لتعميم برنامج طوعي لجَمع البيانات الحيوية للمسافرين في المطارات. كان من المفترض أن يلجأ البرنامج المسمى بارافيس لتسجيل بصمات الأصابع. وكان من المقرر أن ترتبط قاعدة البيانات الجديدة بنظام معلومات شنغن ومع قاعدة بيانات وطنية للأشخاص المطلوبين. اعترضت اللجنة الوطنية للمعلوماتية والحريات على هذا المرسوم الجديد، واحتجت بشكل خاص على تسجيل بصمات الأصابع والترابط بين قاعدة البيانات الوطنية ونظام معلومات شنغن.